# Aporobopyrus
Aporobopyrus is een geslacht van pissebedden in de familie Bopyridae, en bevat de volgende soorten:
- Aporobopyrus aduliticus Nobili, 1906
- Aporobopyrus bonairensis Markham, 1988
- Aporobopyrus bourdonis Markham, 2008
- Aporobopyrus calypso (Bourdon, 1976)
- Aporobopyrus collardi Adkison, 1988
- Aporobopyrus curtatus (Richardson, 1904)
- Aporobopyrus dollfusi Bourdon, 1976
- Aporobopyrus enosteoidis (Markham, 1982)
- Aporobopyrus galleonus Williams & Madad, 2010
- Aporobopyrus gracilis Nierstrasz & Brender à Brandis, 1929
- Aporobopyrus megacephalon (Nierstrasz & Brender à Brandis, 1929)
- Aporobopyrus muguensis Shiino, 1964
- Aporobopyrus orientalis (Shiino, 1933)
- Aporobopyrus oviformis Shiino, 1934
- Aporobopyrus parvulus (Bourdon, 1983)
- Aporobopyrus parvus Shiino, 1939
- Aporobopyrus pleopodatus (Bourdon, 1983)
- Aporobopyrus retrorsa (Richardson, 1910)
- Aporobopyrus ryukyuensis Shiino, 1939
- Aporobopyrus trilobatus (Nierstrasz & Brender à Brandis, 1925)